# Lactholister tricinctus
Lactholister tricinctus är en skalbaggsart som beskrevs av Cooman 1932. Lactholister tricinctus ingår i släktet Lactholister och familjen stumpbaggar. Inga underarter finns listade i Catalogue of Life.